# Ivy Latimer
Ivy Joy Latimer (Ventura, 1 december 1994) is een Amerikaanse actrice, voornamelijk bekend van haar rol als Nixie in de televisieserie Mako Mermaids.

## Persoonlijk en start carrière
Latimer ging naar de Hunter School of Performing Arts in Broadmeadow (Newcastle) en in 2007 nam ze samen met enkele klasgenoten, deel aan het amateurfilmfestival: Shoot Out, waarbij ze de tweede plaats won in de onder 18 categorie.
Van 2002 tot en met 2003 had ze een gastrol in White Collar Blue, waarin ze Lel speelde. 
Van 2004 tot 2006 verscheen ze in 7 afleveringen van het tv-programma: Love My Way als Ashley McClusky en van 2010 tot 2011 speelde ze de rol van Angela Carlson, een meisje dat een hekel heeft aan monsters, in de serie: Me and My Monsters.
In mei 2012 kreeg ze de rol van Nixie in de serie Mako Mermaids.
In juli 2014 was ze de presentator van de tv-serie: Studio 3.

## Filmografie
| Jaar          | Titel                             | Rol               | Opmerkingen                           |
| ------------- | --------------------------------- | ----------------- | ------------------------------------- |
| 2002          | All Saints: Medical Response Unit | Madelaine James   | 1 aflevering                          |
| 2002          | White Collar Blue                 | Lel               | Terugkerende rol voor 14 afleveringen |
| 2003          | Grass Roots                       | Chantelle         | 1 aflevering                          |
| 2004          | The Cooks                         | Isabella          | 1 aflevering                          |
| 2005          | Home and Away                     | Olivia Richards   | 9 afleveringen                        |
| 2004 t/m 2006 | Love My Way                       | Ashley McCluskey  | 7 afleveringen                        |
| 2009          | Franswa Sharl                     | Cassie Bishop     | Korte film                            |
| 2009          | Accidents Happen                  | Linda Conway      | Film                                  |
| 2010 - 2011   | Me and My Monsters                | Angela Carlson    | Hoofdrol                              |
| 2011          | Underbelly: Razor                 | Constance Solomon | 1 aflevering                          |
| 2013          | Mako: Island of Secrets           | Nixie             | Hoofdrol in seizoen 1                 |